# Hervormde kerk (Ottoland)
De Hervormde kerk in Ottoland in de Nederlandse gemeente Molenlanden is de opvolger van een kerk die reeds gesticht werd rond het jaar 1260. Deze kerk is verloren gegaan en voor de bouw van de huidige kerk moest ook een in verval geraakt – vermoedelijk zestiende-eeuws – kerkgebouw worden gesloopt. In 1962 bleek bij een opgraving van de fundering aan de zuidzijde dat die kerk groter was. De kerk is ontworpen door de Dordtse stadsfabriek Jan Pluym en in 1732 gebouwd, met oorspronkelijk aan de westzijde van het gebouw een aangebouwde kerkenkamer en een knekelhuis.
De luidklok in de toren is van 1732 en heeft een doorsnee van 64,5 cm. Hij is gegoten door Nicolaas Muller te Amsterdam. De kerk is rond 1734 en 1848 gedeeltelijk vernieuwd, de toren is gerestaureerd in 1961-1962 en daarbij is de kerk zelf alleen uitwendig aangepakt. De zonnewijzer op de zuidoostelijke liseen geeft een verdeling in halve uren. Twijfelachtig is of het jaartal 1734 ook het jaar is van vervaardiging van het houten bord.
Het bijzondere aan deze kerk is dat hij op een terp is gebouwd. Daardoor was hij bestand tegen de vroeger veel voorkomende overstromingen van de Alblasserwaard door dijkdoorbraken en konden de mensen in zo'n geval naar de kerk vluchten.
De eigendom van het gebouw is gesplitst tussen de burgerlijke en de kerkelijke gemeente. De toren is van de burgerlijke gemeente. De kerk zelf is eigendom van de hervormde gemeente.

## Kerkhof
Het kerkhof is sinds 1829/1830 als algemene begraafplaats door de burgerlijke gemeente beheerd en geëxploiteerd.

## Het interieur
- de koperen kronen dateren van rond 1650
- de preekstoel is van rond 1725, het klankbord is vervangen in 1848
- de borden met de Tien geboden en de Apostolische geloofsbelijdenis, uit 1876, vormen samen met de preekstoel het drieluik 'gebod, gebed en geloof'
- de lijst van predikanten vanaf de Reformatie hangt in de kerkenraadkamer.

## Het orgel
Het orgel is geplaatst op de galerij tegen het beschilderde achterschot aan de westkant van de kerkzaal. Het dateert uit 1913 en is gebouwd door de Firma Standaart te Schiedam. Het werd geplaatst ter gelegenheid van de herdenking van het eeuwfeest van de onafhankelijkheid.

## Collatierecht
Het recht van collatie met betrekking tot de Ottolandse kerk werd gezamenlijk uitgeoefend door de Friese stadhouders en de Heren van Blokland. Het heeft in Nederland op veel plaatsen tot en met de Franse Tijd gefungeerd.